# Gastone Mojaisky-Perrelli

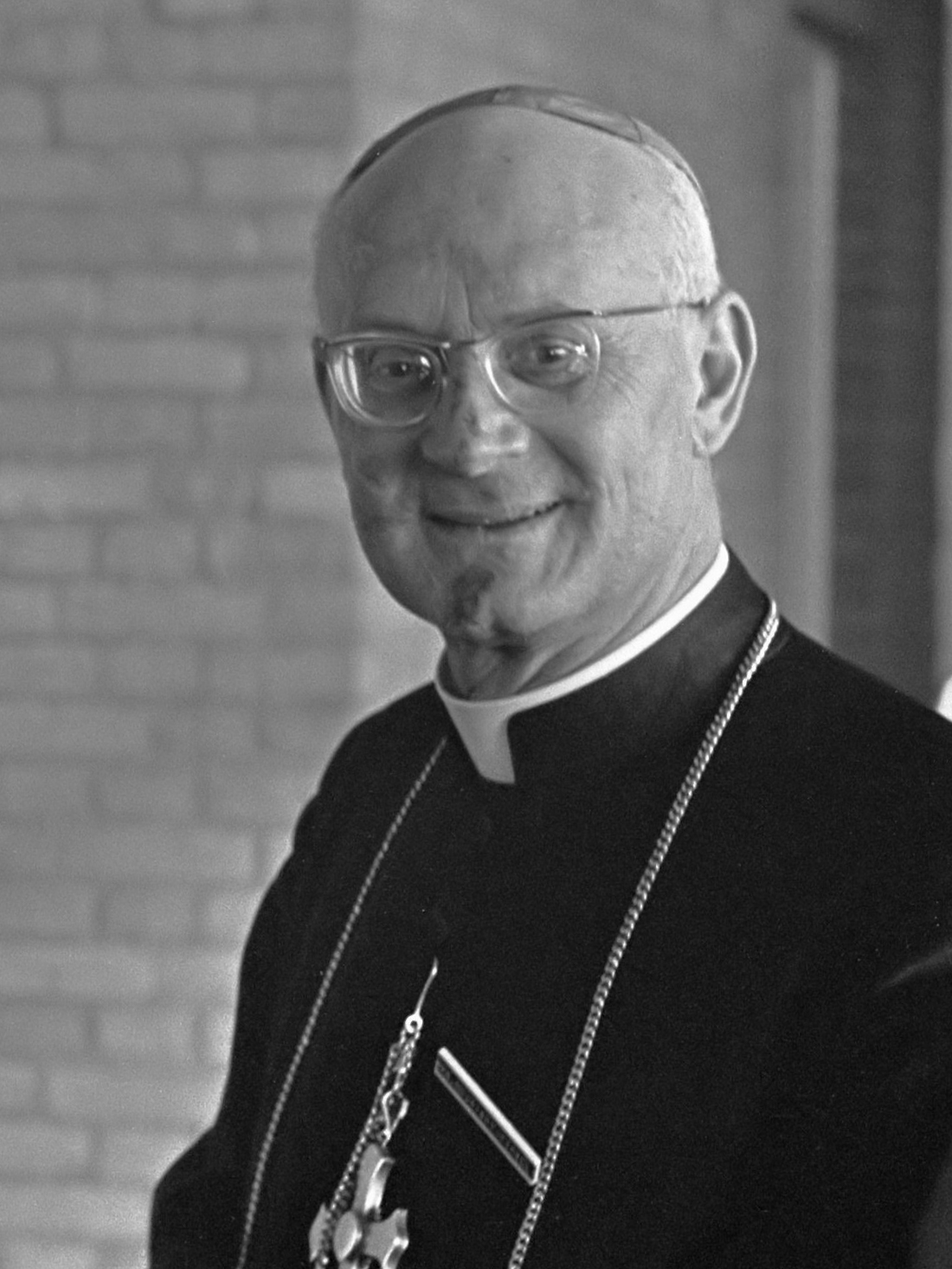
Gastone Mojaisky Perrelli (1967)

Gastone Mojaisky-Perrelli (* 6. August 1914 in Buonalbergo, Italien; † 5. März 2008) war römisch-katholischer Diplomat des Vatikans und Erzbischof von Sant’Angelo dei Lombardi-Conza-Bisaccia sowie Bischof von Nusco in Italien.

## Leben
Gastone Mojaisky-Perrelli empfing am 1. August 1937 die Priesterweihe. Er war später im diplomatischen Dienst des Vatikans tätig, unter anderem war er Geschäftsträger in Bolivien (1945–1946) und Chile (1946–1947).
1959 wurde er von Papst Johannes XXIII. zum Titularerzbischof von Amida ernannt und zum Apostolischen Delegaten bestellt. Die Bischofsweihe spendete ihm am 1. November 1959 Domenico Kardinal Tardini; Mitkonsekratoren waren Kurienerzbischof Pietro Sigismondi und Vittorio Longo, Weihbischof in Neapel.
Von 1957 bis 1959 war er Delegat in Britisch West- und Ostafrika. Von 1959 bis 1960 war er Delegat sowie Vorsitzender der Bischofskonferenz in Belgisch-Kongo und Ruanda-Urundi, von 1960 bis 1962 war er Apostolischer Delegat in der Demokratischen Republik Kongo und Ruanda-Urundi, zudem von 1961 bis 1962 erster Vorsitzender der Bischofskonferenz in Kongo-Kinshasa (Kongo/Zaire). Bis zum Zweiten Vatikanischen Konzil bekämpfte er die Lehre und die Praxis der Kollegialität der Bischöfe (die von diesem Konzil dann gutgeheißen wurde). Als die Bischöfe des Kongo bei ihrer sechsten Vollversammlung 1961 in Léopoldville vorschlugen, sich mit ihren Mitbrüdern aus dem französischsprachigen Afrika zu treffen, um sich über gemeinsame Anliegen auszutauschen und sich dadurch auf das bevorstehende Konzils besser vorbereiten zu können, lehnte Mojaisky-Perrelli dieses Ansinnen ab und erklärte, dass eine solche Initiative eine Beleidigung des Heiligen Stuhls darstellen würde.
Ab 1962 war er Offizial des Staatssekretariats des Heiligen Stuhls. 1963 erfolgte die Ernennung zum Bischof von Nusco mit dem Titel eines Erzbischofs ad personam. 1973 wurde er zusätzlich Erzbischof von Conza-Sant’Angelo dei Lombardi-Bisaccia. 1978 wurde seinem Rücktrittsgesuch stattgegeben.